# Đàm Thanh Sơn
Đàm Thanh Sơn (* 1969 in Hanoi) ist ein vietnamesischer theoretischer Physiker und Hochschullehrer an der University of Chicago.
Đàm Thanh Sơn erhielt 1991 sein Diplom an der Lomonossow-Universität in Moskau und wurde 1995 am Institut für Kernforschung der Russischen Föderation in Moskau promoviert. Als Postdoktorand war er an der University of Washington und ab 1997 am Massachusetts Institute of Technology. Er war ab 1999 Professor an der Columbia University, ab 2002 Professor an der University of Washington (und Senior Fellow am dortigen Institute of Nuclear Physics) und seit 2012 an der University of Chicago. Er war auch Fellow am RIKEN Research Center des Brookhaven National Laboratory.
Đàm Thanh Sơn wandte 2001 die von Juan Maldacena entdeckte AdS/CFT-Korrespondenz auf Fermionen-Flüssigkeiten an und insbesondere Quark-Gluon-Plasmen bei Schwerionenstößen, die sich wie fast perfekte Flüssigkeiten verhalten. Diese Korrespondenz ermöglichte eine Beschreibung von Phänomenen der Quantenchromodynamik über Gravitationsphysik (Theorie schwarzer Löcher) in höheren Dimensionen.
Er war Loeb Lecturer und Sloan Fellow und ist Fellow der American Physical Society (2006). 2000 erhielt er einen Outstanding Junior Investigator Award des Department of Energy (DOE), 2013 einen Simons Investigator Award der Simons Foundation.
2014 wurde er Mitglied der American Academy of Arts and Sciences und der National Academy of Sciences. 2018 erhielt er die Dirac-Medaille (ICTP). 2019 erhielt er den Bogoljubow-Preis des Vereinigten Instituts für Kernforschung.

## Schriften
- mit G. Policastro, A. O. Starinets: From AdS/CFT correspondence to hydrodynamics, JHEP, 0209:043, 2009, Arxiv
- mit A. O. Starinets: Viscosity, Black Holes, and Quantum Field Theory, Annual Reviews Nuclear and Particle Physics, Band 57, 2007, S. 95–118, Arxiv
- Liquid universe hints at strings, Physics World, Band 18, 2005, Heft 6, S. 23
- mit J. Erlich, E. Katz, M. Stephanov: QCD and a Holographic Model of Hadrons, Phys. Rev. Lett., Band 95, 2005, S. 261602, Arxiv